# Список космических запусков СССР в 1959 году
Список космических запусков СССР в 1959 году
| Дата        | Ракета-носитель | Полезная нагрузка (тип) | Космодром/Стартовый комплекс | SCD/NSSDC ID      | Результат |
| ----------- | --------------- | ----------------------- | ---------------------------- | ----------------- | --------- |
| 2 января    | Восток-Л 8К72   | Луна-1 (Луна)           | Байконур 1/5                 | 00112 / 1959-012A | Успех     |
| 18 июня     | Восток-Л 8К72   | Луна-2А (Луна)          | Байконур 1/5                 |                   | Неудача   |
| 12 сентября | Восток-Л 8К72   | Луна-2 (Луна)           | Байконур 1/5                 | 00114 / 1959-014A | Успех     |
| 4 октября   | Восток-Л 8К72   | Луна-3 (Луна)           | Байконур 1/5                 | 00021 / 1959-008A | Успех     |

## Статистика
Количество запусков: 4
Успешных запусков: 3
| Ракета-носитель | Число стартов | Неудачи | Примечания |
| --------------- | ------------- | ------- | ---------- |
| Восток          | 4             | 1       |            |

| Космодром | Число стартов | Неудачи | Примечания |
| --------- | ------------- | ------- | ---------- |
| Байконур  | 4             | 1       |            |

## Прочие события
| Дата        | Событие |
| ----------- | --- |
| 4 января    | Автоматическая межпланетная станция «Луна-1» прошла на расстоянии 6000 километров от поверхности Луны и вышла на гелиоцентрическую орбиту. АМС «Луна-1» стала первым в мире искусственным спутником Солнца.                                                                                       |
| 6 сентября  | Космодром Байконур. Предпринята попытка запуска автоматической станции «Луна-2В» в сторону Луны. Сработавшая автоматика остановила подготовку ракеты-носителя «Восток-Л» («Р-7» в лунном варианте) к запуску. Ракета-носитель была снята со стартового стола и отправлена на техническую позицию. |
| 13 сентября | Автоматическая межпланетная станция «Луна-2» впервые в мире достигла поверхности Луны в районе Моря Ясности вблизи кратеров Аристил, Архимед и Автолик. На поверхность Луны доставлен вымпел с изображением герба СССР.                                                                           |
| 7 октября   | Автоматическая межпланетная станция «Луна-3» передала на Землю первые снимки обратной стороны Луны. |
| 20 ноября   | Постановление ЦК КПСС и СМ СССР о разработке твердотопливной ракеты РТ-1 и проведении работ по теме РТ-2. |
| 10 декабря  | Постановление ЦК КПСС и СМ СССР «О развитии исследования по космическому пространству», в котором, в частности, впервые поставлено задание — осуществление первых полетов человека в космическое пространство.                                                                                    |
| 24 декабря  | Первый пуск межконтинентальной баллистической ракеты Р-7А. |